# Cyrtaucheniidae
Cyrtaucheniidae (лат.) — семейство мигаломорфных пауков (Mygalomorphae). Более 90 видов.

## Распространение
Встречаются, главным образом, в тропиках.

## Описание
Имеют крупное тело, внешне сходное с тарантулами. Их окраска варьирует от светло-коричневой до чёрной. Глаза расположены в два ряда, либо прямоугольно, либо более широко расставлены в заднем ряду. У них отсутствуют шипы на лапках и метатарзах I и II (два крайних сегмента ног), характерные для настоящих пауков-трапперов (Ctenizidae).
Многие, но не все, делают в своих норах «люки-двери», похожие на вафли, в то время как другие строят двери, похожие на пробки (из паутины, почвы и растительного материала), которые обычно встречаются у других норных пауков (Ctenizidae).

## Систематика
6 современных родов и более 90 видов. Из доминиканского янтаря (около 20 млн лет) известен вид †Bolostromus destructus Wunderlich 1988. Бывшее подсемейство Euctenizinae из США и Мексики в 2012 году было переведено в ранг семейства Euctenizidae и теперь считается более близким родственником семейства Idiopidae. Все анализы, начиная, как морфологические, так и молекулярные, однозначно указывали на полифилетичность семейства, ранее принимаемого в широком составе из 18 родов, объединяющих 134 вида, которые отличается значительным морфологическим разнообразием. Это привело к реклассификации Cyrtaucheniidae в 2012 году и принятию его в узком таксономическом объёме из 6 родов.
- Acontius Karsch, 1879 — Африка, Аргентина
- Ancylotrypa Simon, 1889 — Африка
- Anemesia Pocock, 1895 — Азия
- Bolostromoides Schiapelli & Gerschman, 1945 — Венесуэла
- Bolostromus Ausserer, 1875 — Южная Америка, Карибы, Панама, Уганда
- Cyrtauchenius Thorell, 1869 — Алжир, США

Роды, которые были перенесены в другие семейства:
- Actinoxia Simon, 1891 → Euctenizidae
- Amblyocarenum Simon, 1892 → Nemesiidae
- Angka Raven & Schwendinger, 1995 → Microstigmatidae
- Apomastus Bond & Opell, 2002 → Euctenizidae
- Aptostichus Simon, 1891 → Euctenizidae
- Astrosoga Chamberlin, 1940 → Euctenizidae
- Ctenochelus Mello-Leitão, 1923 → Pycnothelidae
- Enrico O. Pickard-Cambridge, 1895 → Euctenizidae
- Entychides Simon, 1888 → Euctenizidae
- Fufius Simon, 1888 → Rhytidicolidae[8]
- Hermorhachias Mello-Leitão, 1941 → Rhytidicolidae
- Homostola Simon, 1892 → Bemmeridae[9]
- Kiama Main & Mascord, 1969 → Microstigmatidae
- Metriura Drolshagen & Bäckstam, 2009 → Rhytidicolidae
- Myrmekiaphila Atkinson, 1886 → Euctenizidae
- Nemesoides Chamberlin, 1919 → Euctenizidae
- Neoapachella Bond & Opell, 2002 → Euctenizidae
- Paromostola Purcell, 1903 → Bemmeridae
- Promyrmekiaphila Schenkel, 1950 → Euctenizidae
- Rhytidicolus Simon, 1889 → Rhytidicolidae
- Stictogaster Purcell, 1902 → Bemmeridae